# Szindbád – A hét tenger legendája
A Szindbád – A hét tenger legendája (eredeti cím: Sinbad: Legend of the Seven Seas) 2003-ban bemutatott amerikai számítógépes animációs kalandfilm, a DreamWorks 7. animációs filmje. A stúdió 5. és egyben utolsó 2D-s animációs filmje. John Logan forgatókönyvéből Tim Johnson és Patrick Gilmore rendezte, zenéjét Harry Gregson-Williams szerezte. A mozifilm gyártója és forgalmazója a DreamWorks Animation.
Az Amerikai Egyesült Államokban 2003. július 2-án, Magyarországon 2003. július 17-én mutatták be a mozikban.

## Szereplők
| Szereplő      | Eredeti hang         | Magyar hang          |
| ------------- | -------------------- | -------------------- |
| Szinbád       | Brad Pitt            | Stohl András         |
| Marina        | Catherine Zeta-Jones | Nagy-Kálózy Eszter   |
| Erisz         | Michelle Pfeiffer    | Kovács Nóra          |
| Próteusz      | Joseph Fiennes       | Széles Tamás         |
| Kale          | Dennis Haysbert      | Vass Gábor           |
| Dimász király | Timothy West         | Dobránszky Zoltán    |
| Patkány       | Adriano Giannini     | Végh Péter           |
| Jin           | Raman Hui            | Szokol Péter         |
| Li            | Chung Chan           | Zámbori Soma         |
| Luca          | Jim Cummings         | Izsóf Vilmos         |
| Főtanácsos    | Jim Cummings         | Dézsy Szabó Gábor    |
| Jed           | Conrad Vernon        | Bognár Zsolt         |
| Toronyőr      | Chris Miller         | Fehér Péter          |
| Grum          | Andrew Birch         | Csík Csaba Krisztián |
| Chum          | Andrew Birch         | Bognár Tamás         |
| Kampó         | Frank Welker         |                      |

## Fordítás
- Ez a szócikk részben vagy egészben  a   Sinbad: Legend of the Seven Seas című angol Wikipédia-szócikk fordításán alapul.  Az eredeti cikk szerkesztőit annak laptörténete sorolja fel. Ez a jelzés csupán a megfogalmazás eredetét és a szerzői jogokat jelzi, nem szolgál a cikkben szereplő információk forrásmegjelöléseként.